# 貝靈黑拉山

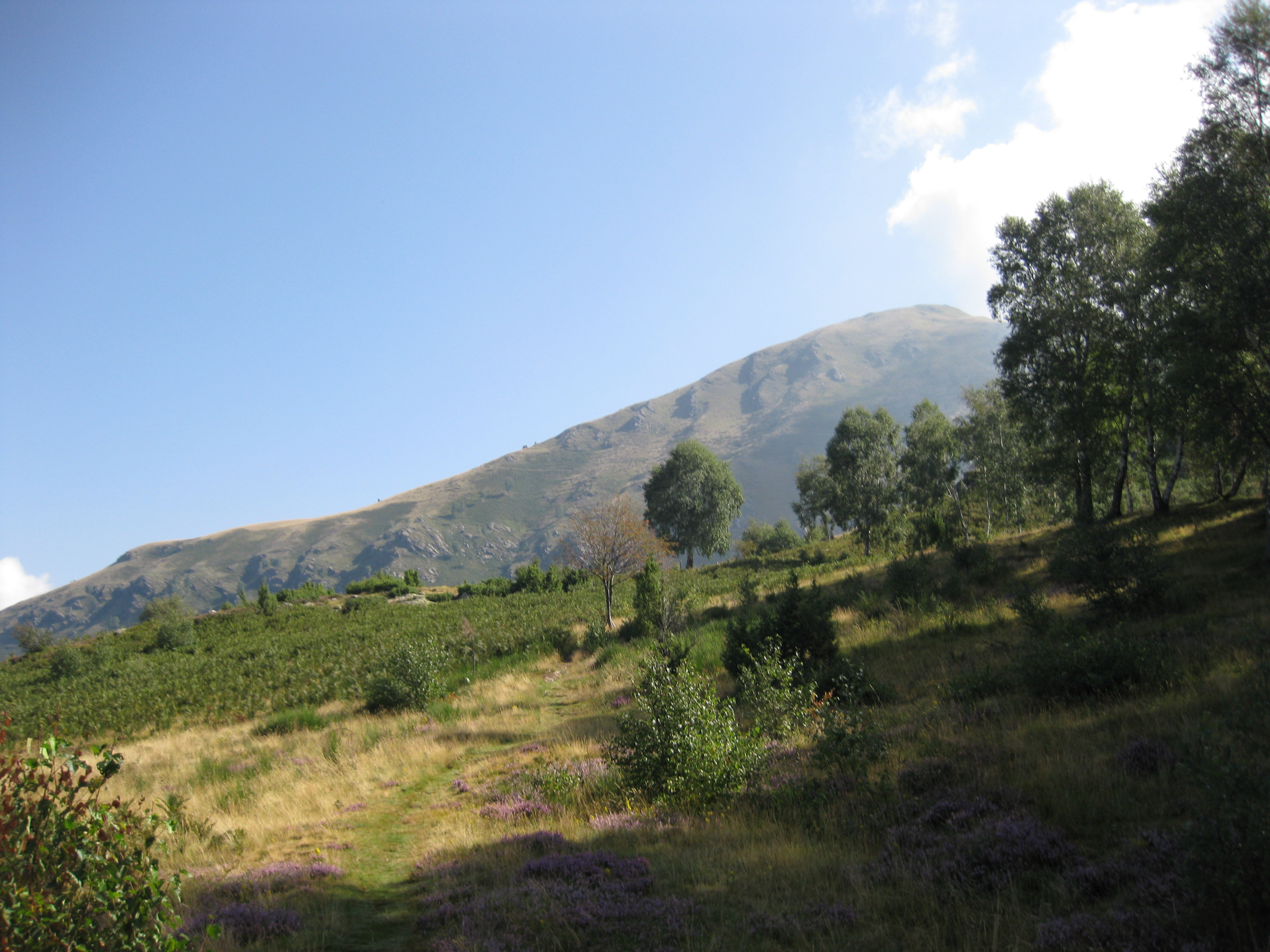

46°12′39″N 9°23′22″E / 46.21083°N 9.38944°E
貝靈黑拉山（義大利語：Monte Berlinghera），是意大利的山峰，位於該國北部，由倫巴第大區負責管轄，屬於勒蓬廷山的一部分，處於首都羅馬西北面500公里，海拔高度1,930米，每年平均降雨量1,851毫米。